# Premio Josep Pla
El Premio Josep Pla es un galardón literario español, que la editorial Destino concede desde 1968, a un texto en prosa escrito en lengua catalana, abierto a todos los géneros: novela, cuento, relato, libro de viajes, memorias, biografía, diario, etc. El nombre del premio rinde tributo a Josep Pla, considerado uno de los prosistas más importante de la literatura catalana contemporánea.
Es uno de los premios más prestigiosos que se conceden a la literatura en catalán. La entrega del premio tiene lugar cada 6 de enero, durante la noche del día de Reyes, en el hotel El Palace de Barcelona, donde se reúnen las más prestigiosas personalidades de la cultura catalana. En el mismo acto, se entrega también el Premio Nadal.

## Historial
| Edición | Año       | Obra ganadora                             | Autor                   |
| ------- | --------- | ----------------------------------------- | ----------------------- |
| 57.ª    | 2025      | L'art de ser humans                       | David Bueno             |
| 56.ª    | 2024      | La Germandat de l’Àngel Caigut            | Jaume Clotet            |
| 55.ª    | 2023      | La llei de l'hivern                       | Gemma Ventura Farré     |
| 54.ª    | 2022      | La vall de la llum                        | Antoni Cruanyes i Plana |
| 53.ª    | 2021      | Tàndem                                    | Maria Barbal            |
| 52.ª    | 2020      | Pluja d'estels                            | Laia Aguilar            |
| 51.ª    | 2019      | La vigília                                | Marc Artigau            |
| 50.ª    | 2018      | Bon dia, són les vuit!                    | Antoni Bassas           |
| 49.ª    | 2017      | La fada negra                             | Xavier Theros           |
| 48.ª    | 2016      | Aquella porta giratòria                   | Lluís Foix              |
| 47.ª    | 2015      | El poeta del poble                        | Andreu Carranza         |
| 46.ª    | 2014      | Els ambaixadors                           | Albert Villaró i Boix   |
| 45.ª    | 2013      | Una famíla exemplar                       | Genís Sinca             |
| 44.ª    | 2012      | Quan érem feliços                         | Rafel Nadal             |
| 43.ª    | 2011      | El cau del conill                         | Cristian Segura         |
| 42.ª    | 2010      | Egosurfing                                | Llucia Ramis            |
| 41.ª    | 2009      | El silenci                                | Gaspar Hernàndez        |
| 40.ª    | 2008      | La batalla de Walter Stamm                | Melcior Comes           |
| 39.ª    | 2007      | El retorn de Voltaire                     | Martí Domínguez         |
| 38.ª    | 2006      | El mal francés                            | Lluís Maria Todó        |
| 37.ª    | 2005      | La pell i la princesa                     | Sebastià Alzamora       |
| 36.ª    | 2004      | La llibreta groga                         | Robert Saladrigas       |
| 35.ª    | 2003      | L'últim evangeli                          | Héctor Bofill           |
| 34.ª    | 2002      | Una victòria diferent                     | Eva Piquer              |
| 33.ª    | 2001      | Nitrato de Chile                          | Jordi Llavina           |
| 32.ª    | 2000      | Feli estheticienne                        | Empar Moliner           |
| 31.ª    | 1999      | Apocalipsi blanc                          | Francesc Puigpelat      |
| 30.ª    | 1998      | L'home de l'abric                         | Valentí Puig            |
| 29.ª    | 1997      | El legislador                             | Miquel de Palol         |
| 28.ª    | 1996      | Cita a tombuctú                           | Pep Subirós             |
| 27.ª    | 1995      | Dibuix de dona amb ocells blancs          | Isabel Olesti           |
| 26.ª    | 1994      | Dins el darrer blau                       | Carme Riera             |
| 25.ª    | 1993      | El cap de Penteu                          | Xavier Roca Ferrer      |
| 24.ª    | 1992      | La japonesa                               | Jordi Coca              |
| 23.ª    | 1991      | El cortesà i el seu fantasma              | Xavier Rubert de Ventós |
| 22.ª    | 1989-1990 | Illa Flaubert                             | Miquel Àngel Riera      |
| 21.ª    | 1988      | Quadern venecià                           | Àlex Susanna            |
| 20.ª    | 1987      | El solc de les hores                      | Albert Manent           |
| 19.ª    | 1986      | El present que m'acull                    | María Mercè Roca        |
| 18.ª    | 1985      | Tretze biografies imperfectes             | Gerard Vergés           |
| 17.ª    | 1984      | Papers contra la cinta magnética          | Norbert Bilbeny         |
| 16.ª    | 1983      | Fins al cel                               | Pau Faner               |
| 15.ª    | 1982      | Interior amb difunts                      | Olga Xirinacs           |
| 14.ª    | 1981      | El cingle verd                            | Josep Piera             |
| 13.ª    | 1980      | La noia a la sorra                        | Jordi Sarsanedas        |
| 12.ª    | 1979      | Gent que he conegut                       | Jaume Miravitlles       |
| 11.ª    | 1978      | Les closes                                | Maria Àngels Anglada    |
| 10.ª    | 1977      | Josep Pla o la raó narrativa              | Josep Maria Castellet   |
| 9.ª     | 1976      | Contraataquen                             | Carles Reig             |
| 8.ª     | 1975      | Historia del cercle artistic de Sant Lluc | Enric Jardí             |
| 7.ª     | 1974      | El vel de Maia                            | Marià Manent            |
| 6.ª     | 1973      | Andrea Victrix                            | Llorenç Villalonga      |
| 5.ª     | 1972      | El temps barrat                           | Alexandre Cirici        |
| 4.ª     | 1971      | Els alicorns                              | Gabriel Janer Manila    |
| 3.ª     | 1970      | El testament de Praga                     | Teresa Pàmies           |
| 2.ª     | 1969      | Difunts sota els ametllers en flor        | Baltasar Porcel         |
| 1.ª     | 1968      | Onades sobre una roca deserta             | Terenci Moix            |